# Le Con d'Irène
Le Con d’Irène est un récit érotique de Louis Aragon publié clandestinement (pour éviter la censure) en 1928, sans nom d'auteur ni d'éditeur, en réalité René Bonnel — éditeur la même année de l'Histoire de l'œil de Georges Bataille, publié sous le pseudonyme de Lord Auch.
Comme le récit de Bataille, l'édition originale du Con d'Irène, une plaquette de 88 pages, est illustrée par André Masson de cinq eaux-fortes et tirée à 150 exemplaires.

## Histoire du livre
Le récit est extrait de Défense de l'infini, roman inachevé d'Aragon, écrit d'avril 1923 à 1927. Le Con d'Irène est publié en 1928, alors que Louis Aragon, abandonné par sa richissime amante Nancy Cunard, est sans le sou.
Après une réédition clandestine en 1952, mentionnée « chez l'auteur », réalisée par Jean-Jacques Pauvert avec une gravure en frontispice de Hans Bellmer, le livre est réédité en 1962, toujours confidentiellement, aux éditions du Cercle du livre précieux, avec la même eau-forte de Bellmer et une préface d’André Pieyre de Mandiargues.
Puis Régine Deforges le republie en 1968, à L'Or du Temps, sous le titre édulcoré Irène. La première édition du 5 janvier 1968 est « saisie sous prétexte qu'elle ne mentionn[e] aucun nom d'auteur ». La seconde du 6 mars 1968 est un « retirage de l'édition précédente, à laquelle Mme Deforge, tenant compte des exigences du Parquet, a ajouté, au petit bonheur, un nom d'auteur [le pseudonyme d’« Albert de Routisie »]. Les pouvoirs publics n'ont rien demandé de plus. » Dans sa préface, Jean-Jacques Pauvert estime qu'il s'agit d'« un des quatre ou cinq plus beaux textes poétiques produits par le surréalisme ».
Le livre fut tout de même saisi pour son contenu érotique ; et très longtemps, Aragon a, de même que pour Les Aventures de Jean-Foutre La Bite, nié en être l'auteur, désaveu qu'évoque ainsi Jean-Jacques Pauvert :

« Il y a peu de livres dont j'aie autant désiré, de toute la force du désir, d'être l'éditeur. La plupart des autres ont fini par figurer à mon catalogue, celui-ci n'y aura jamais été. Pourtant les obstacles étaient les plus dérisoires qui se puissent rencontrer : tout juste le refus sans valeur juridique d'un auteur à l'incognito transparent mais à l'anonymat obstiné. »

Par la suite, les éditions Gallimard ont publié en 1986 ce qui devait être le « grand roman » d'Aragon, annoncé à paraître en octobre 1926 par les éditions de la N.R.F. : La Défense de l'infini (fragments), suivi par Les Aventures de Jean-Foutre La Bite, un ensemble dans lequel est inclus Le Con d'Irène.

### Commentaires
Aragon y célèbre le bonheur de la volupté éprouvé par une jeune femme, Irène, en même temps que cette façon très surréaliste qu'ont parfois les mots de « faire l'amour » : 

« Elle pense sans grand détour que l'amour n'est pas différent de son objet, qu'il n'y a rien à chercher ailleurs. Elle le dit au besoin d'une façon très désagréable, directe. Elle sait être grossière et précise. Les mots ne lui font pas plus peur que les hommes, et comme eux ils lui font parfois plaisir. Elle ne s'en prive pas au milieu de la volupté. Ils sortent d'elle alors sans effort, dans leur violence. Ah, l'ordure qu'elle peut être. Elle s'échauffe, et son amant avec elle, d'un vocabulaire brûlant et ignoble. Elle se roule dans les mots comme dans une sueur. Elle rue, elle délire. Ça ne fait rien, c'est quelque chose, l'amour d'Irène. »

Paulhan le considérait comme un chef-d'œuvre du genre et Camus « le tenait pour le plus beau texte touchant à l'érotisme ».

## Adaptation
Le roman a été adapté comme support d'une chorégraphie de danse contemporaine intitulée Pas de panique de Toméo Vergès en 1999.